# St. Martin (Bad Lippspringe)

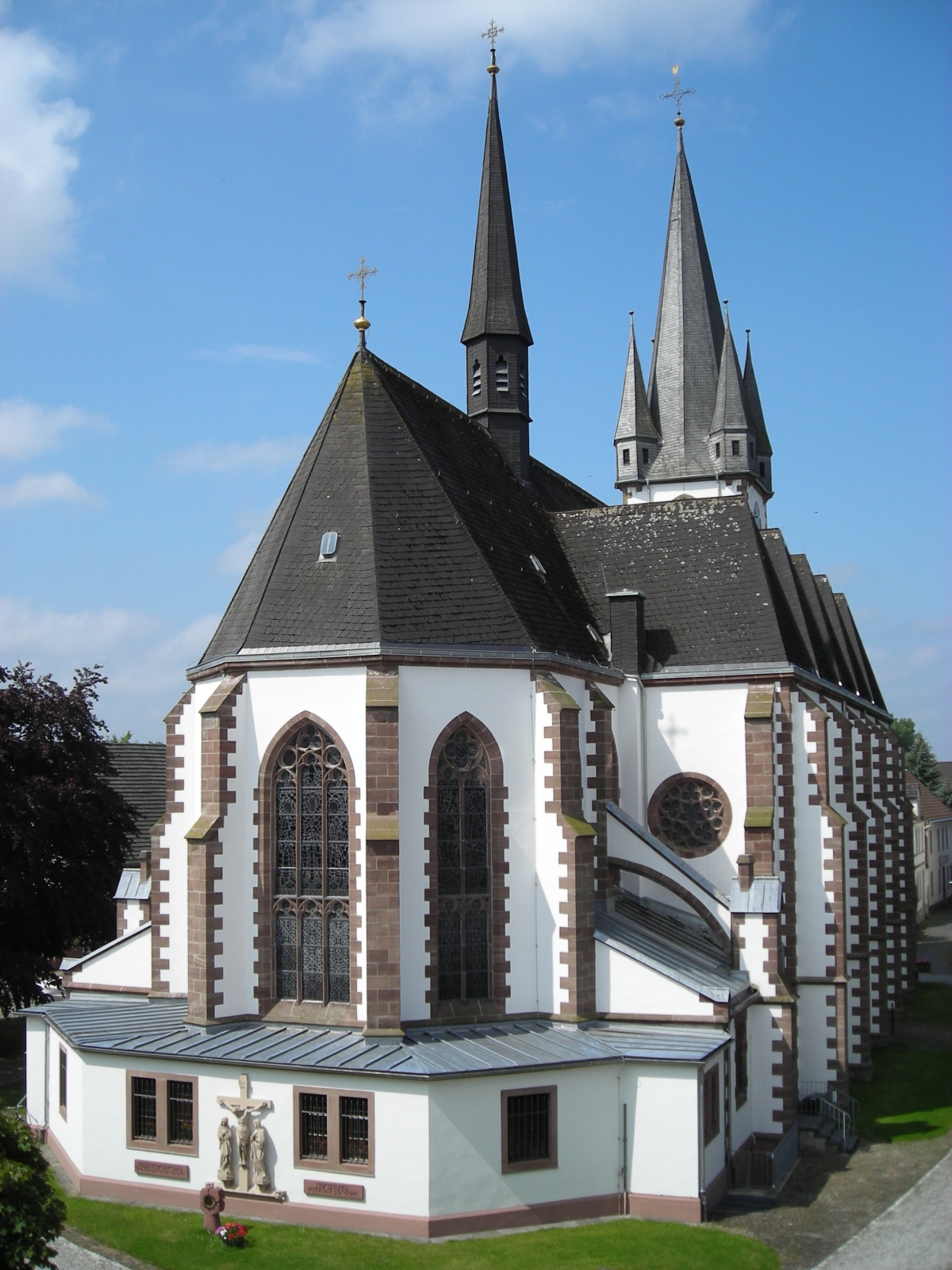
Pfarrkirche St. Martin

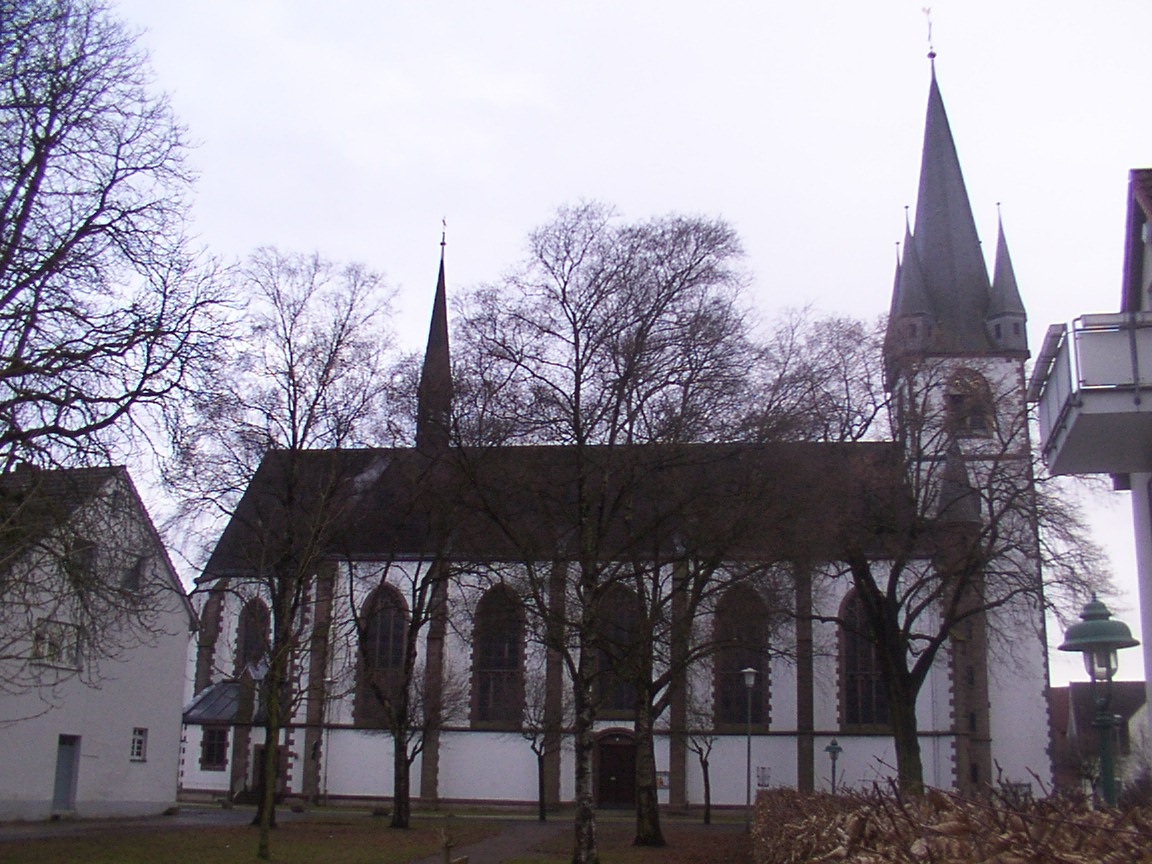
Pfarrkirche St. Martin

Die katholische Pfarrkirche St. Martin ist ein denkmalgeschütztes Kirchengebäude in Bad Lippspringe, einer Stadt im Kreis Paderborn (Nordrhein-Westfalen).

## Geschichte und Architektur
Eine Kirche wurde erstmals 1360 erwähnt. Die neugotische Hallenkirche mit polygonalem Chor und Querdächern über den Seitenschiffen wurde von 1898 bis 1900 nach Plänen von Arnold Güldenpfennig errichtet. Die Wände sind durch Werkstein gegliedert. Der quadratische Westturm ist im Kern von dem Vorgängerbau von 1600. Der Aufsatz des Westportals aus Sandstein ist mit 1870–72 bezeichnet, in dieser Zeit wurde der Turm aufgestockt und erneuert. Das Portal ist mit einem Relief des hl. Martin und Rollwerkdekor verziert. Im Inneren ruhen Kreuzrippengewölbe auf Rundpfeilern.

## Ausstattung
Die bauzeitliche Ausstattung, wie Altäre, Kanzel und Beichtstühle wurden von Anton Becker, Heinrich Hartmann, Theodor Brockhinke und Johannes Grewe von der Wiedenbrücker Schule geschaffen. Die Pietà aus Holz wurde 1778 geschnitzt und 1891 bearbeitet.

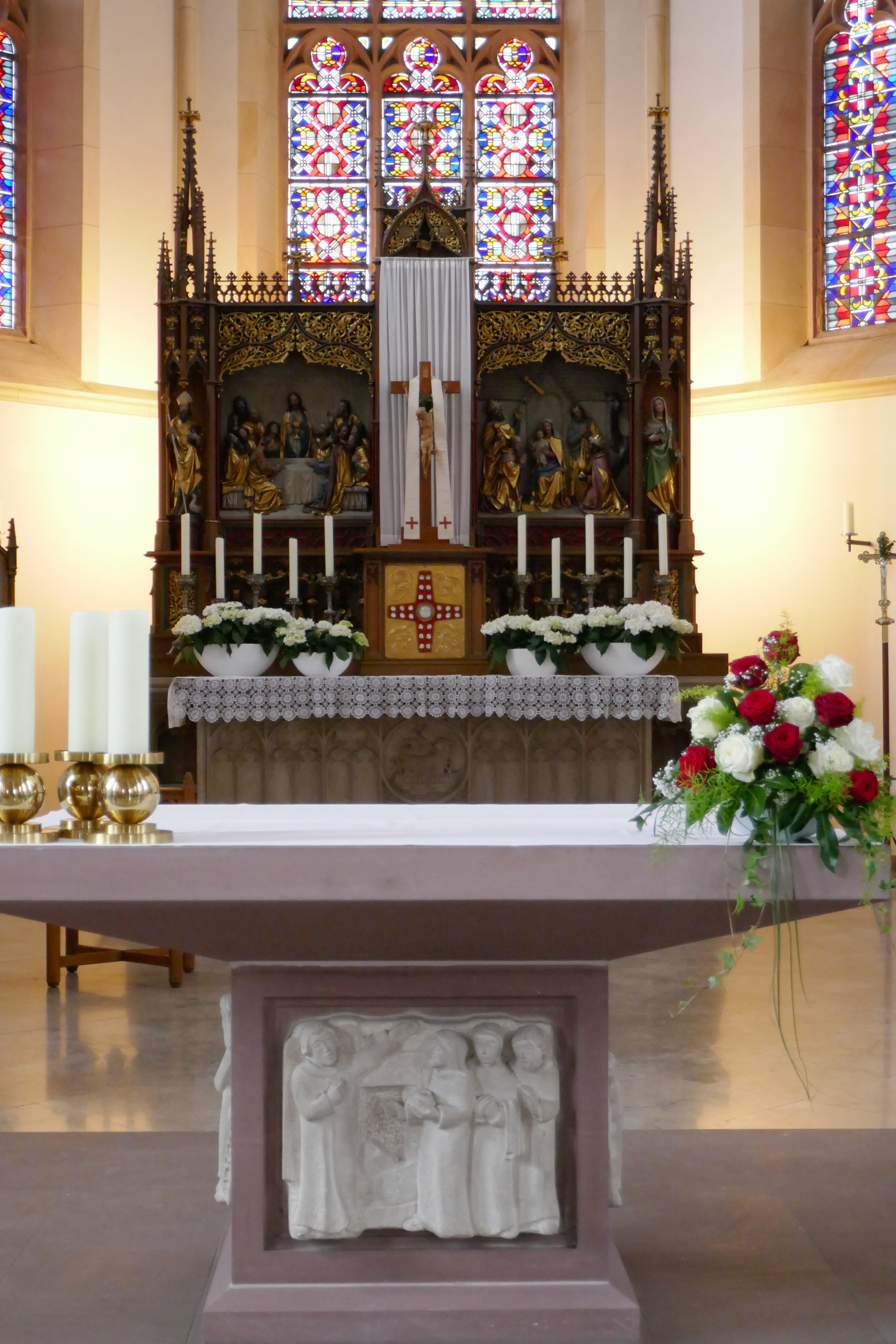
Hochaltar
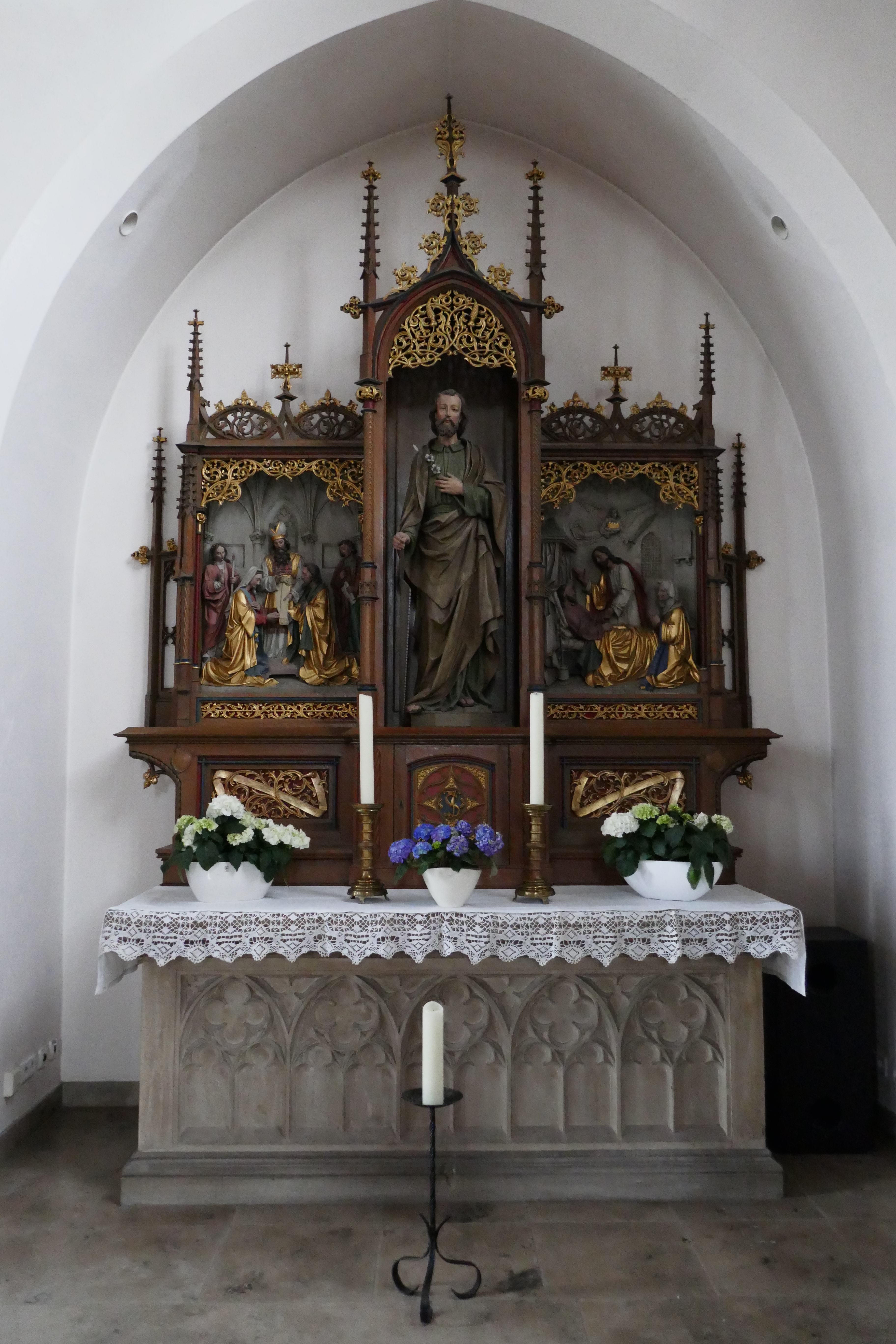
Seitenaltar
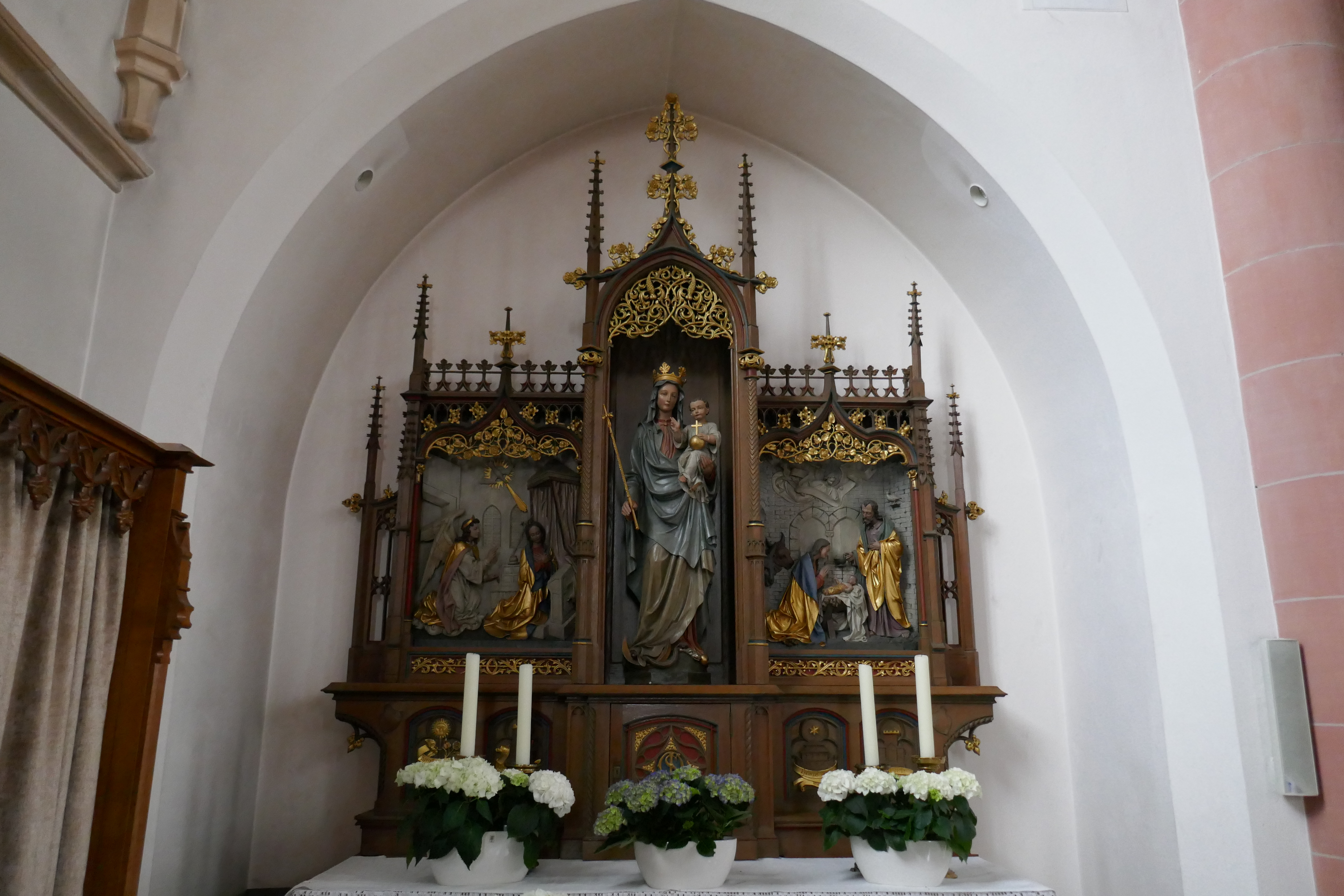
Seitenaltar
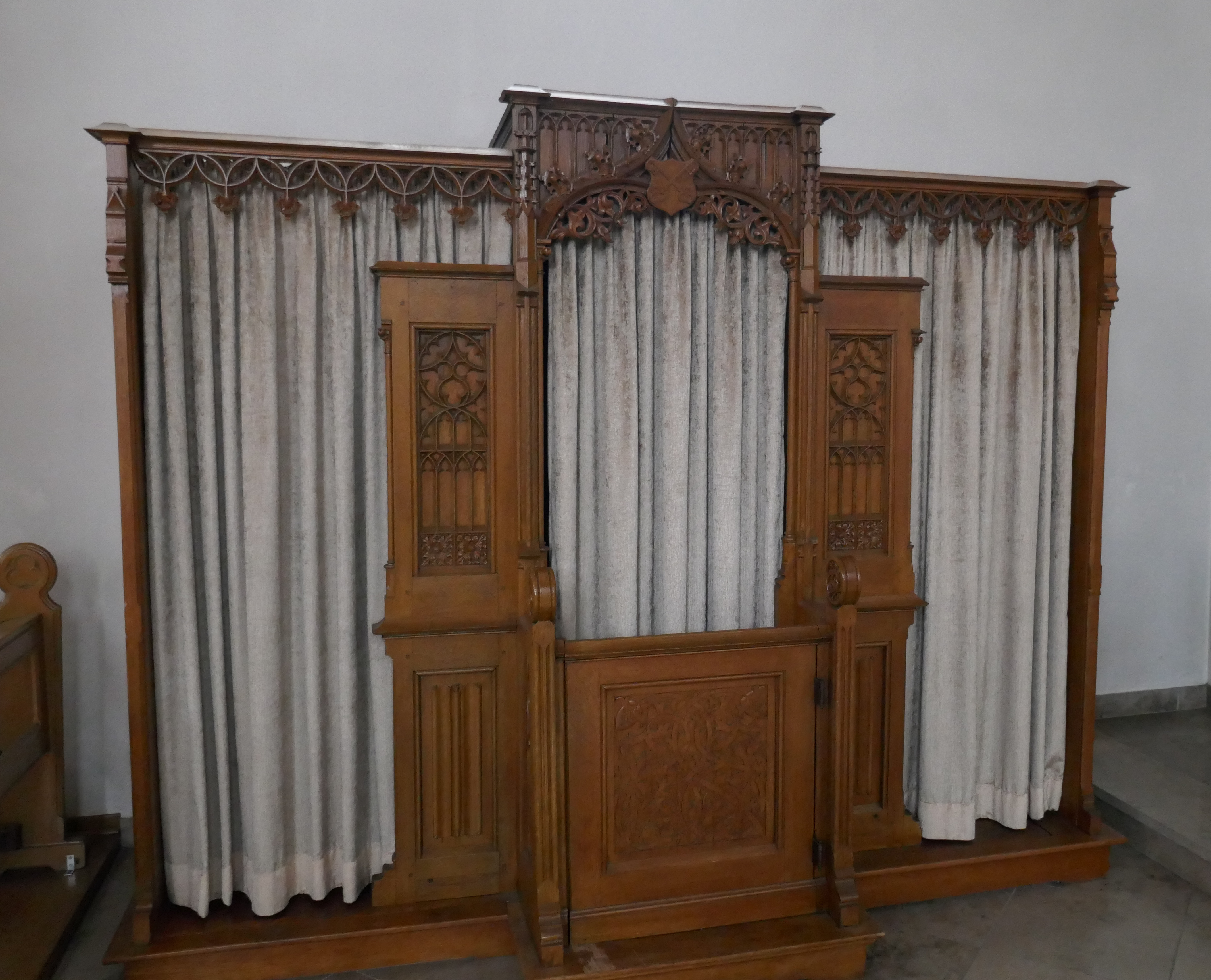
Beichtstuhl
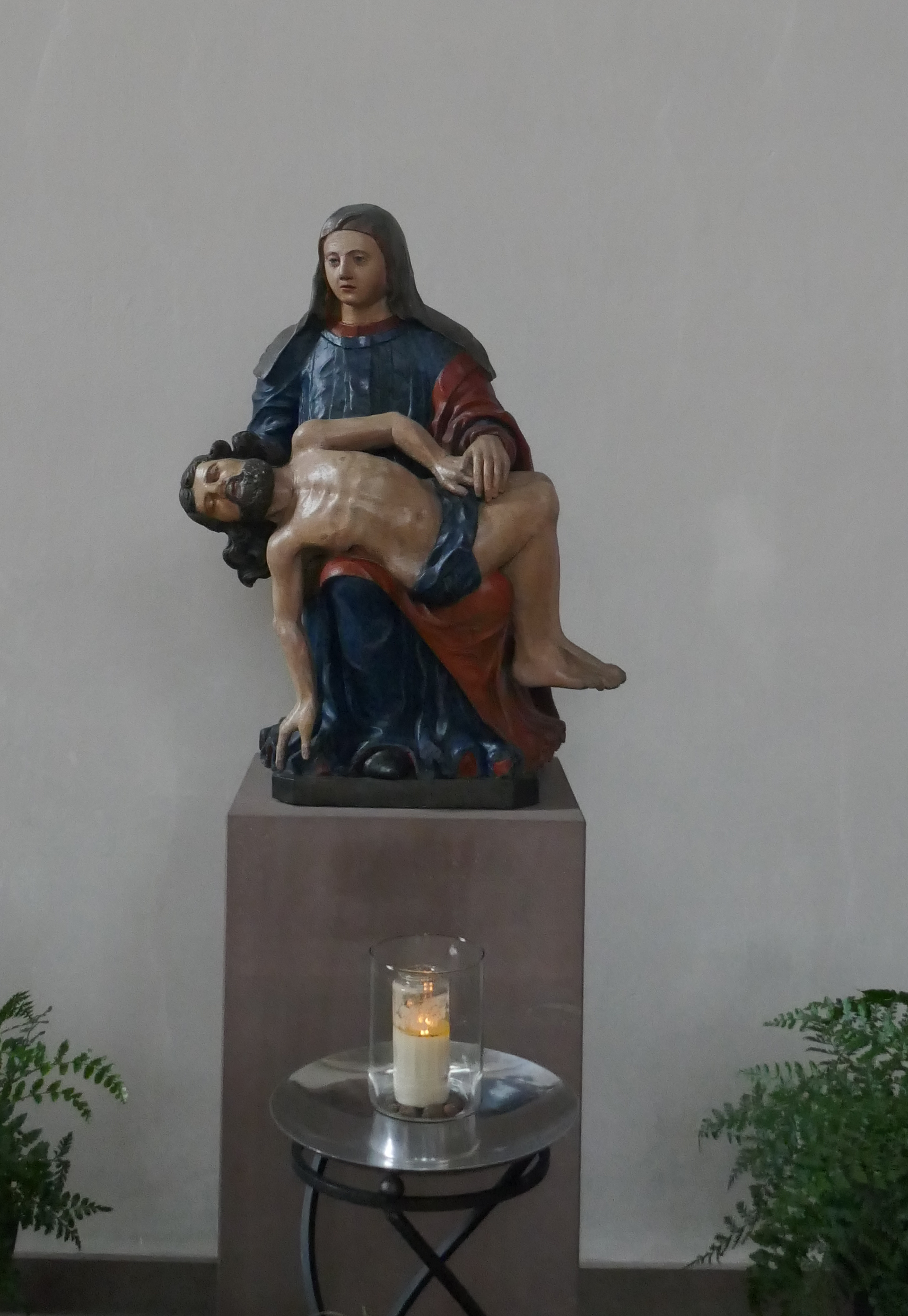
Pietà

### Orgel
Die Orgel stammt in wesentlichen Teilen aus dem Jahre 1911, sie wurde von Eggert-Feith in Paderborn gebaut. Sie ist eine romantische Orgel, deren ursprüngliche Disposition bis heute annähernd erhalten ist. 1975 folgte im Rahmen der Kirchensanierung ein Um- und Neubau des Instruments durch die Orgelbaufirma Breil in Dorsten. Der orchestrale Klangcharakter wurde im Wesentlichen beibehalten, einige neobarocke Register wurden hinzugefügt, diese fügten sich in das romantische Klangbild nur schwer ein. Die Kegelladen wurden durch Schleifladen ersetzt und die pneumatische Traktur durch eine elektrische. Der Spieltisch und Orgelprospekt blieben in ihrem äußeren Aufbau unverändert. Die Orgel hat 42 Register (ca. 2.280 Pfeifen) auf drei Manuale und ein Pedal und zählt zu den größten romantischen Orgeln in Ostwestfalen. 1994 wurde eine 64-fache Setzeranlage eingebaut.
| I Hauptwerk C–g3 |                |     |     |
| 1.               | Bordun         | 16′ | (F) |
| 2.               | Prinzipal      | 8′  | (F) |
| 3.               | Doppelflöte    | 8′  | (F) |
| 4.               | Gamba          | 8′  | (F) |
| 5.               | Oktav          | 4′  | (F) |
| 6.               | Rohrflöte      | 4′  | (F) |
| 7.               | Oktav          | 2′  | (F) |
| 8.               | Cornett III-IV |     | (F) |
| 9.               | Mixtur IV-VI   | 2′  |     |
| 10.              | Trompete       | 8′  |     |

| II Positiv C–g3 |                 |       |     |
| 11.             | Geigenprinzipal | 8′    | (F) |
| 12.             | Hohlflöte       | 8′    | (F) |
| 13.             | Salicional      | 8′    | (F) |
| 14.             | Fugara          | 4′    | (F) |
| 15.             | Koppelflöte     | 4′    |     |
| 16.             | Schwiegel       | 2′    |     |
| 17.             | Quinte          | 1 ⁄3′ |     |
| 18.             | Scharff IV      | 1′    |     |
| 19.             | Krummhorn       | 8′    |     |
|                 | Tremulant       |       |     |

| III Schwellwerk C–g3 |               |        |     |
| 20.                  | Stillgedackt  | 16′    | (F) |
| 21.                  | Hornprinzipal | 8′     | (F) |
| 22.                  | Gedackt       | 8′     | (F) |
| 23.                  | Aeoline       | 8′     | (F) |
| 24.                  | Vox coelestis | 8′     | (F) |
| 25.                  | Violine       | 4′     | (F) |
| 26.                  | Soloflöte     | 4′     | (F) |
| 27.                  | Quinte        | 2 ⁄3′  |     |
| 28.                  | Piccolo       | 2′     | (F) |
| 29.                  | Terz          | 1 3⁄5′ |     |
| 30.                  | Mixtur III-IV | 2′     | (F) |
| 31.                  | Basson        | 16′    |     |
| 32.                  | Oboe          | 8′     | (F) |
|                      | Tremulant     |        |     |

| Pedalwerk C–f1 |               |         |     |
| 33.            | Prinzipal     | 16′     | (F) |
| 34.            | Salicetbaß    | 16′     | (F) |
| 35.            | Subbaß        | 16′     | (F) |
| 36.            | Quintbaß      | 10 2⁄3′ | (F) |
| 37.            | Oktavbaß      | 8′      | (F) |
| 38.            | Pommer        | 8′      | (F) |
| 39.            | Choralbaß     | 4′      | (F) |
| 40.            | Nachthorn     | 2′      |     |
| 41.            | Mixtur III-IV | 2 ⁄3′   | (F) |
| 42.            | Posaune       | 16′     | (F) |

- Koppeln: II/I, III/I, III/II, I/P, II/P, III/P
- Spielhilfen: 64-fache Setzeranlage, 3 freie Kombinationen, eine freie Pedalkombination, Tutti, Sequenzer, Registercrescendo, Einzelabsteller
- Anmerkung:

(F) = Register von Eggert-Feith (1911)

### Glocken
Im Westturm ist ein fünfstimmiges Bronzegeläut aufgehängt. Es erklingt in der Tonfolge cis'-e'-fis'-a'-h'. Die Glocken stammen aus der Glockengießerei Junker in Brilon. Die große Glocke wurde dort 1947 gegossen, die vier kleinen Glocken entstanden dort bereits 1946. Im Dachreiter hängt eine kleine Kleppglocke, gestimmt auf a'' und ebenfalls 1947 von Junker in Brilon gegossen.